# Anna Andersson (missionär)
Anna Andersson, född den 19 november 1863 i Mangskogs socken i Värmland, död den 22 januari 1889 i Kongo, var en svensk missionär som verkade inom Svenska Missionsförbundets (SMF) kongomission i Nedre Kongo (Bas-Congo) i dåvarande Fristaten Kongo. Hon var en av de tre första kvinnliga missionärerna som reste från Sverige till Kongo.

## Biografi
Anna Andersson var anställd vid Skyddshemmet i Jönköping från våren 1884 till hösten 1887. Läsåret 1887–1888 genomgick hon Elsa Borgs bibelkvinnohem. Hon avskildes till missionär påskdagen 1888 och avreste från Sverige i april samma år tillsammans med Wilhelmina Svensson och Elisabet Karlsson. Den 17 april 1888 steg de på ångbåten Afrikaan i Rotterdam för att resa till Kongo tillsammans med Magnus Rangström (1860–1892) och Karl Theodor Anderson (1864–1949). Anna Andersson blev allvarligt sjuk i TBC och avled vid Mukimbungu missionsstation den 22 januari 1889. 
Andersson förlovade sig med Lars Fredrik Hammarstedt innan han avreste den 5 augusti 1886 som missionär till Kongo. Han dog där i malaria den 24 februari 1887 innan Andersson anlände 1888. När hon själv avled 1889 blev hon begravd i samma grav som sin trolovade.